# Scottish Second Division 1995/96
Die Scottish Football League Second Division wurde 1995/96 zum 21. Mal nach Einführung der Premier Division als dritthöchste schottische Liga ausgetragen. Zudem war es die einundzwanzigste Austragung als dritthöchste Fußball-Spielklasse der Herren in Schottland unter dem Namen Second Division. In der Saison 1995/96 traten 10 Vereine in insgesamt 36 Spieltagen gegeneinander an. Jedes Team spielte jeweils viermal gegen jedes andere Team. Bei Punktgleichheit zählte die Tordifferenz.
Die Meisterschaft gewann Stirling Albion, das sich damit gleichzeitig die Teilnahme an der First Division-Saison 1996/97 sicherte. Neben den Beanos stieg auch der Zweitplatzierte FC East Fife auf. Absteigen in die Third Division mussten Forfar Athletic und der FC Montrose. Torschützenkönig mit 25 Treffern wurde Stephen McCormick von Stirling Albion.

## Statistiken

### Abschlusstabelle
| Pl. | Verein              | Sp. | S  | U  | N  | Tore    | Diff. | Punkte |
| --- | ------------------- | --- | -- | -- | -- | ------- | ----- | ------ |
| 1.  | Stirling Albion     | 36  | 24 | 9  | 3  | 083:300 | +53   | 81     |
| 2.  | FC East Fife        | 36  | 19 | 10 | 7  | 050:290 | +21   | 67     |
| 3.  | Berwick Rangers     | 36  | 18 | 6  | 12 | 064:470 | +17   | 60     |
| 4.  | FC Stenhousemuir    | 36  | 14 | 7  | 15 | 051:490 | +2    | 49     |
| 5.  | FC Clyde            | 36  | 11 | 12 | 13 | 047:450 | +2    | 45     |
| 6.  | Ayr United (A)      | 36  | 11 | 12 | 13 | 040:400 | ±0    | 45     |
| 7.  | Queen of the South  | 36  | 11 | 10 | 15 | 054:670 | −13   | 43     |
| 8.  | FC Stranraer (A)    | 36  | 8  | 18 | 10 | 038:430 | −5    | 42     |
| 9.  | Forfar Athletic (N) | 36  | 11 | 7  | 18 | 037:610 | −24   | 40     |
| 10. | FC Montrose (N)     | 36  | 5  | 5  | 26 | 033:860 | −53   | 20     |

Platzierungskriterien: 1. Punkte – 2. Tordifferenz – 3. geschossene Tore – 4. Direkter Vergleich (Punkte, Tordifferenz, geschossene Tore)
| Saison 1995/96 |

| Zum Saisonende 1994/95 |                                   |
| (A)                    | Absteiger aus der First Division  |
| (N)                    | Aufsteiger aus der Third Division |